# Potito
Potito (Mesia o Cerdeña, ca. 145 - Sardica o Roma, ca. 160) fue un mártir cristiano, venerado como santo por la Iglesia católica y la Iglesia ortodoxa. Su fiesta se celebra el 14 de enero.

## Leyenda
Potito fue un mártir del que no se conservan datos contemporáneos, sino unas actas de martirio tardías, la Passio Sancti Potiti del siglo IX, poco fiable. Tan sólo se sabe que fue martirizado en Sardica, ciudad de la Dacia, cerca de la actual Sofía (Bulgaria), y que fue muerto a espada.
Posteriormente, por la similitud del topónimo, las actas dicen que era originario de Cerdeña, hijo único de una rica familia pagana, y convertido al cristianismo a escondidas, a los trece años. Cuando su padre lo supo le hizo encarcelar, pero el hijo, con la oración y el ejemplo, hizo que su padre se convirtiera también. Liberado, marchó a vivir a otra ciudad, que podría haber sido Valeria o Gárgara.
Curó la lepra a la esposa del senador Agatón, y convirtió a la familia; la fama de esta conversión llegó a Roma, donde fue llamado Potito. Ya en Roma, el joven exorcizó a la hija del mismo emperador Antonio Pío, que atribuyó la curación a la magia. Al negarse Potito a ofrecer sacrificios a los dioses paganos, fue torturado y asesinado. Según unas fuentes, en Roma, según en otras, en un lugar del sur de Italia.

## Veneración
La constancia más antigua de su culto se encuentra en el Liber Pontificalis de Nápoles, en el siglo IX, y en el calendario grabado en mármol entre 847 y 877, hoy en el palacio arzobispal de Nápoles, que ya habla del día 13 de enero. Leon Battista Alberti escribió una Vida di San Potito, reescribiendo la leyenda. 
El santo es especialmente venerado en Nápoles y la Apulia, donde tiene una iglesia en el pueblecito de Ascoli Satriano. Los benedictinos que vivían obtuvieron un oficio del santo del papa Clemente XII. No obstante, la fiesta del santo sólo aparece en los martirologios relativamente modernos.
Según algunas fuentes, sus reliquias fueron llevadas de Asculum a Cerdeña, con las de los santos Efisio de Cerdeña. Hasta 2003, la fiesta era el 13 de enero; a partir de entonces, es el 14. Es patrón de la diócesis de Tricarico.